# Bilis d'os

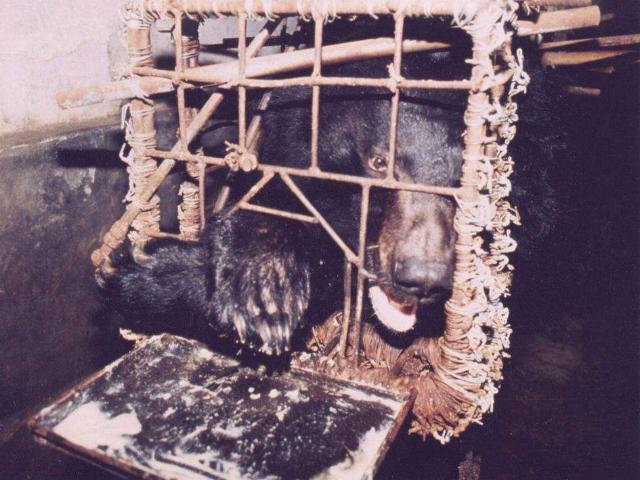
Un os biliar en una "crush cage" a ka granja Huizhou, al Vietnam

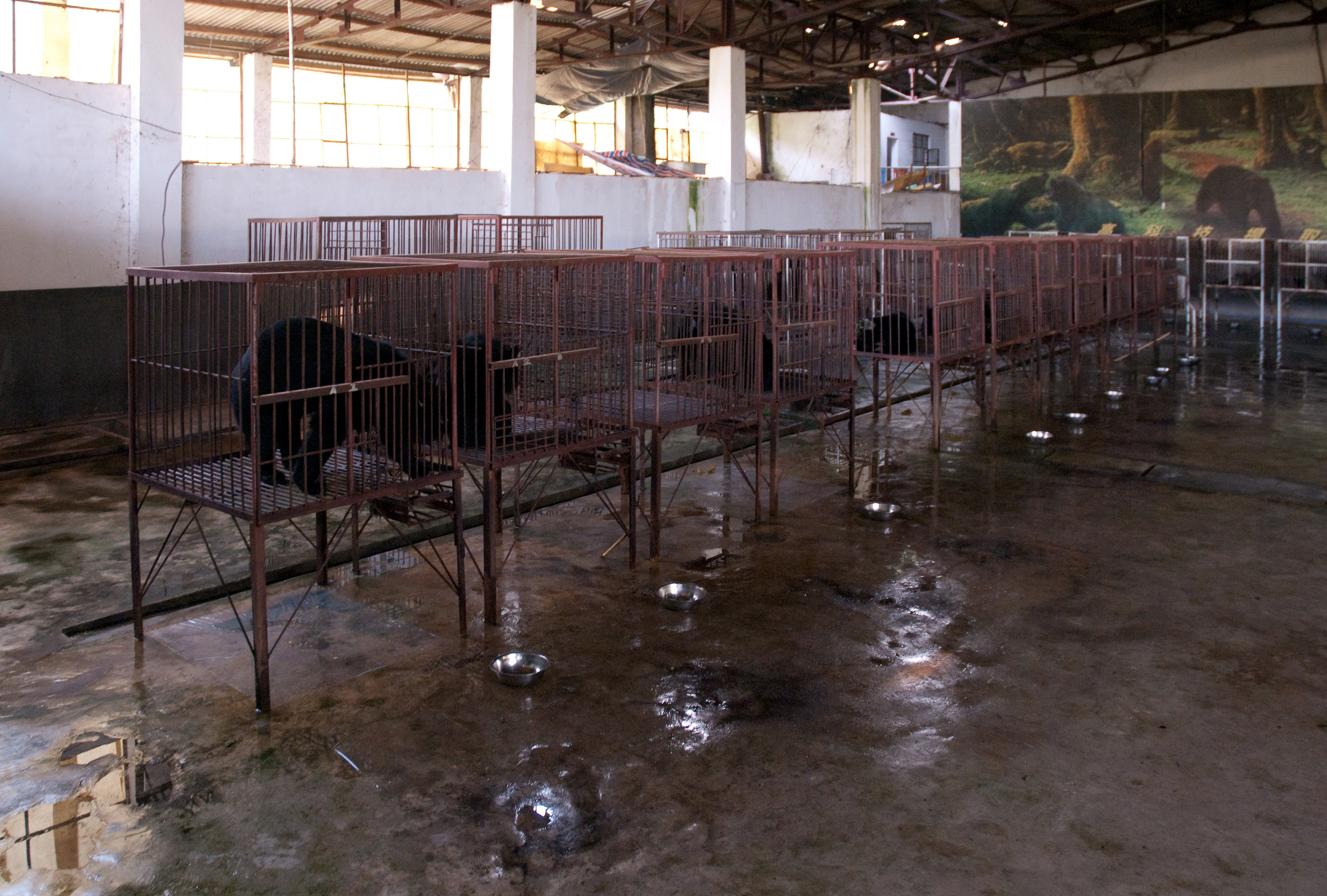
Granja d'extracció de bilis d'ossos malais.

La bilis d'os és una substància emprada com a remei de la medicina tradicional xinesa. Acostuma a ser extreta de la vesícula biliar d'exemplars d'os negre asiàtic i d'os malai. En menor mesura s'extreu de les subespècies xineses d'os bru (de l'Himàlaia i del Tibet), tot i que pot ser extreta de qualsevol úrsid (llevat de lpanda gegant). Actualment, es col·lecta directament d'animals vius mantinguts en captivitat en granges-factoria d'extracció de bilis. Són els anomenats ossos biliars (bile bears), o bé ossos de bateria (battery bears), donada la disposició de les gàbies en aquestes granges. L'extracció es realitza mitjançant un catèter introduït a la vesícula biliar de l'animal després d'una incisió.
Tant l'os negre asiàtic com l'os malai figuren com a vulnerables a la Llista vermella d'animals amenaçats publicada per la Unió Internacional per a la Conservació de la Natura. Anteriorment aquests ossos eren caçats per la bilis, però les granges d'ossos s'han tornat habituals des que es va prohibir la caça als anys vuitanta.
Al 2015 s'estimava que, com a mínim, 12.000 ossos es trobaven en aquesta situació, la majoria a la Xina, però també al Vietnam, Laos, Birmània i Corea del Sud, amb la demanda del producte estenent-se per bona part del sud-est asiàtic. S'estima que el valor del comerç global de productes de l'os és de fins a 2.000 milions de dòlars.

## Extracció

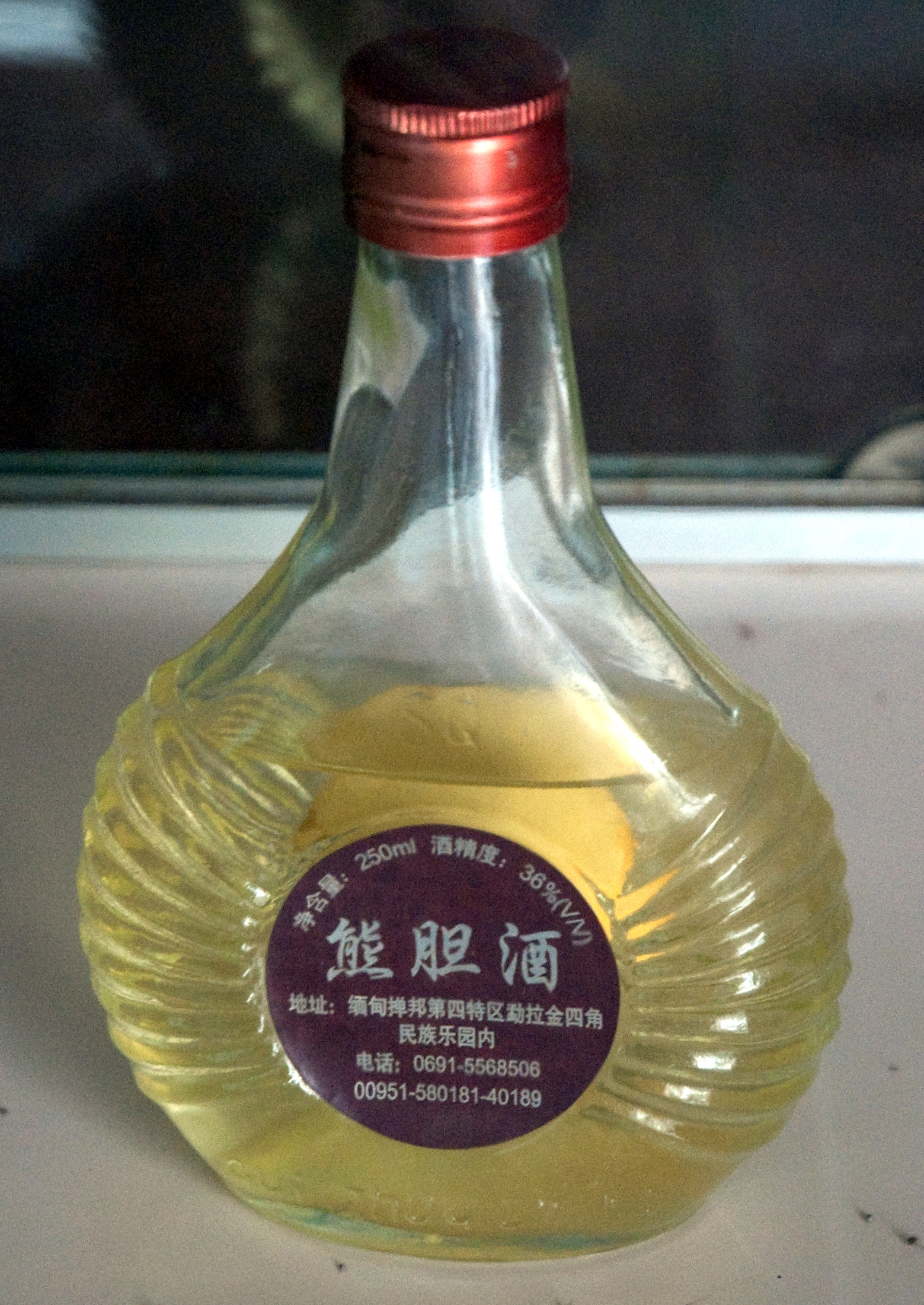
La Bilis d'os en forma líquida.

### Captivitat
Per facilitar l'extracció els ossos són mantinguts en gàbies de 2.6 x 4.4 x 6.5 peus (79 cm x 130 cm x 200 cm) per a un animal que pesa de 110 a 260 lliures (de 50 a 120 kg). Aquestes gàbies són tan petites que impedeixen que els ossos puguin seure drets o girar-se, deixant-los sense capacitat per maniobrar. Alguns ossos es mantenen en les anomades crush cages els costats de les quals es poden moure cap a l'interior per contenir l'os.
Viure en aquestes condicions durant més de 25 anys comporta danys psicològics severs, ferides, autolesions i atròfia muscular. Alguns ossos es capturen com a cadells i es poden mantenir confinats en les granjes fins a 30 anys. S'han reportat ossos equipats amb armilles de ferro, per evitar que s'autolesionin l'estomac, a causa del dolor, i que s'extreguin els cateters. L'agost del 2011, un mitjà de premsa asiàtic va reportar un incident en el qual una ossa biliar en captivitat va escanyar a la seva cria, per després suïcidar-se colpejant-se el cap contra una paret.

### Mètode d'extracció
La bilis d'os es pot collir mitjançant diverses tècniques, que requereixen un cert grau de cirurgia, i poden deixar una fístula permanent o un catèter inserit. Al extreure's la bilis mitjançant un forat en l'abdomen de l'animal, que no es tanca mai, aquests resten exposats a possibles infeccions, malalties, com càncer i tumors, així com mort per peritonitis. Una proporció significativa dels ossos moren a causa de l'estrès de la cirurgia no qualificada o de les infeccions que es poden produir.

## Usos

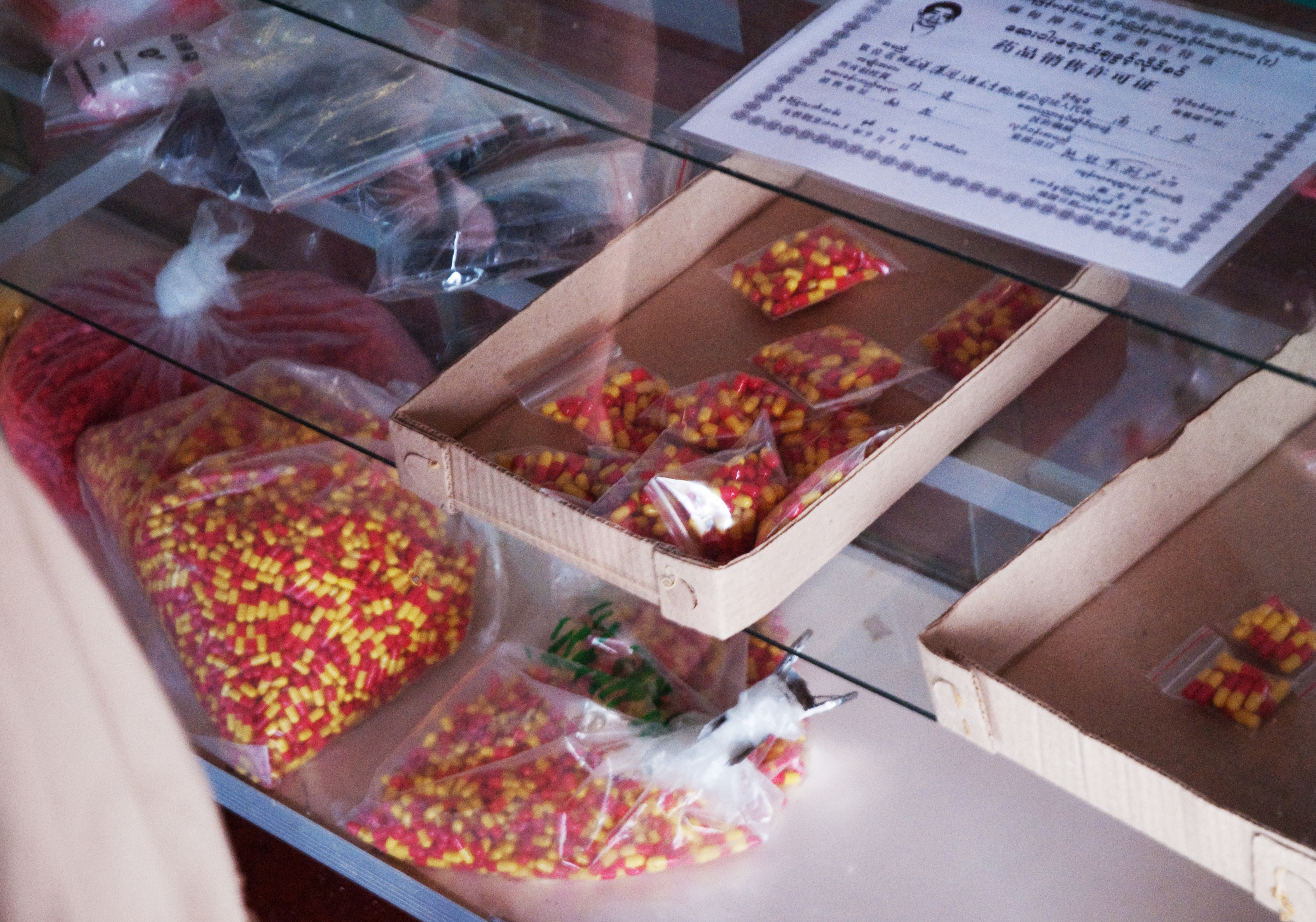
Bilis d'os en píndoles

L'ús de la bilis d'os pot dividir-se en dos categories; com a medicina (tractament i prevenció) o com a tònic i menjar. La farmacopenia xinesa indica que les seves accions inclouen:
- Eliminar la calor del fetge
- Millorar convulsions i espasmes
- Millorar la visió
- Netejar el cos de “calors” i materials tòxics
- Dolor intra-anal

Els informes de patologia han demostrat que la bilis dels ossos malalts es contamina sovint amb sang, pus, femta, orina, bacteris i cèl·lules canceroses.